# Quiniatla
Quiniatla är en ort i Mexiko.   Den ligger i kommunen San Andrés Tenejapan och delstaten Veracruz, i den sydöstra delen av landet, 230 km öster om huvudstaden Mexico City. Quiniatla ligger 1 287 meter över havet och antalet invånare är 466.
Terrängen runt Quiniatla är kuperad norrut, men söderut är den bergig. Runt Quiniatla är det ganska tätbefolkat, med 166 invånare per kvadratkilometer. Närmaste större samhälle är Córdoba, 19,8 km nordost om Quiniatla. I omgivningarna runt Quiniatla växer i huvudsak städsegrön lövskog.